# Audi S3
De Audi S3 is een sportievere versie van de Audi A3, op de markt gebracht door het Duitse automerk Audi. De S3 kwam in 1999 voor het eerst op de markt. Hij moet concurreren met andere sportieve hatchbacks zoals de BMW M140i en Volkswagen Golf R.

## Eerste generatie (8L)
De eerste generatie S3 is gebouwd op hetzelfde A platform als de Audi A3, Volkswagen Golf, Audi TT, Seat León en Škoda Octavia op basis van de Audi A3. De viercilinderlijnmotor 1,8-liter-, 20-kleppenbenzinemotor met turbo kent twee versies: een 210 pk en een 225pk-variant. De eerste modellen (1999-2002) hadden 210 pk, die naar verluidt een geknepen motor van de Audi TT was en dit zou gedaan zijn om de concurrentie met de krachtiger TT te verminderen. Latere modellen (2002-2003) hadden variabele kleptiming en 225 pk. De motor levert maximaal 280 Nm koppel, dat beschikbaar is tussen 2.200 en 5.500 tpm. Dit was de eerste keer dat Audi een viercilindermotor gebruikte in een auto uit de S-serie.
Hoewel de auto het predicaat quattro heeft, maakt de S3 gebruik van een ander vierwielaandrijvingssysteem, welke ook voor de Golf 4motion, Leon 4 en de Octavia 4x4 gebruikt wordt. In plaats van Audi's gebruikelijke permanente 50/50 (of 60/40) vierwielaandrijving heeft de S3 een Haldex koppeling. 
De S3 werd verkocht in het Verenigd Koninkrijk, Europa en Australië, maar is niet officieel verkocht in de Verenigde Staten.
De S3 heeft een facelift gekregen in 2001, met koplampen uit één stuk, andere voorvleugels, geclusterde achterlichten en een aantal kleine aanpassingen aan het interieur, zoals een digitale klok en aanpassingingen aan het geluidssysteem.

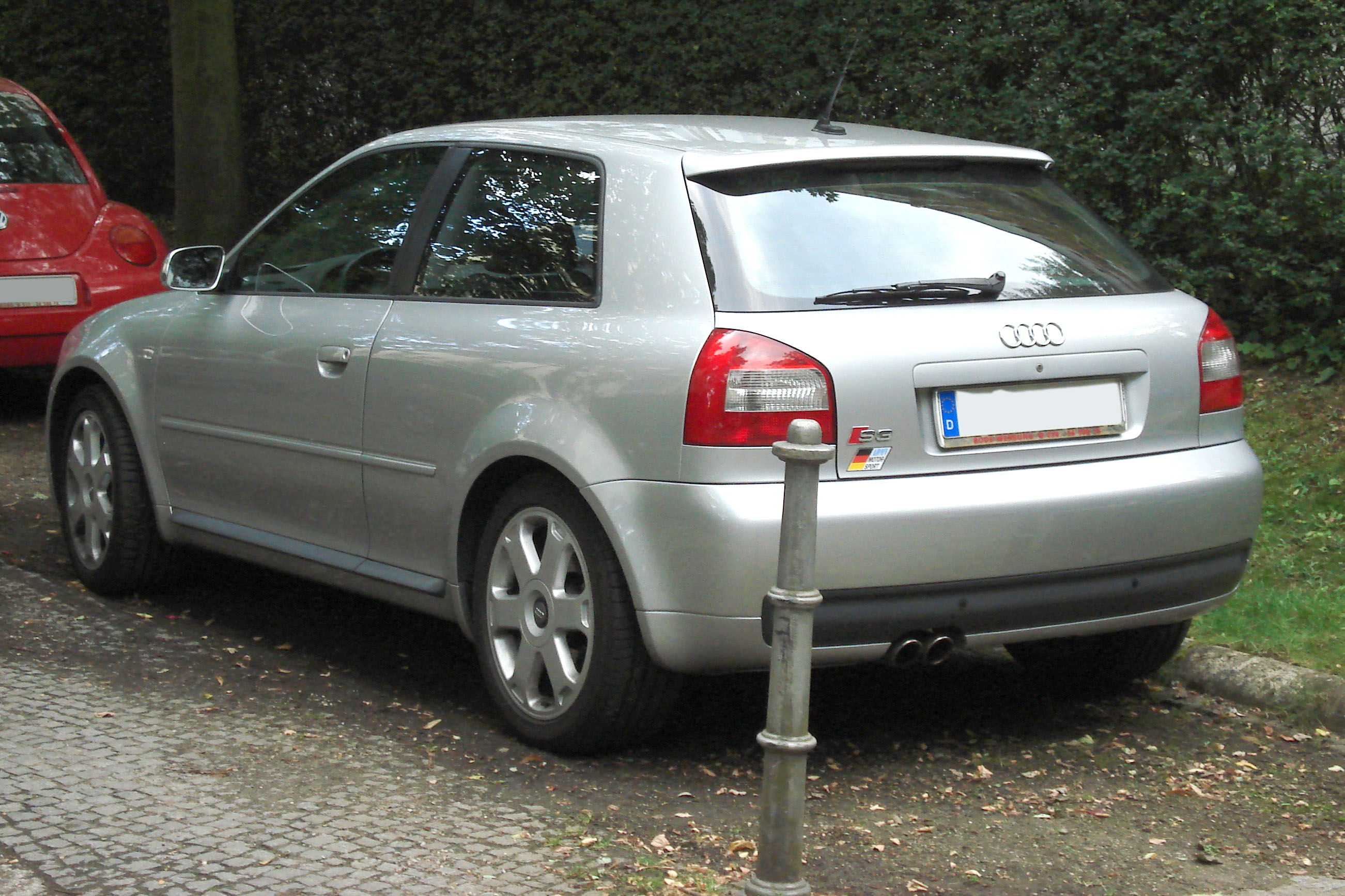
Audi S3 achterkant.

## Tweede generatie (8P)
In 2006 werd de tweede generatie gepresenteerd van de Audi S3. Motorisch veranderde er het een en ander. De nieuwe S3 kreeg een viercilinderturbomotor van 2,0 liter, waarbij gebruik wordt gemaakt van het injectiesysteem FSI. Met FSI wordt de brandstof direct in de verbrandingskamer gespoten. Dit zorgt voor een zuiniger verbruik en meer vermogen en koppel. De 2.0 TFSI levert in de S3 een vermogen van 265 pk (195 kW) en 350 Nm koppel. De motor is doorontwikkelde versie van die van de Golf GTI met 200 pk waarin hij debuteerde en welke ook in andere VAG-producten wordt gebruikt. De Seat Leon Cupra heeft ook deze doorontwikkelde motor, maar dan in een 240pk-versie.
De S3 had een tijd lang de krachtigste variant van de 2.0 TFSI, tot de komst van de Audi TTS in 2008, die met 272 pk deze positie overneemt. Net als bij de vorige S3 viel de keuze op een lichte en compacte turbomotor in plaats van een mogelijke zescilinder. De 2.0 TFSI-motor weegt slechts 152 kg wat de rijeigenschappen bevordert.
Zoals alle S-modellen beschikt deze S3 standaard over quattrovierwielaandrijving. Net als de vorige S3 is dit een Haldex elektronisch gestuurde lamellenkoppeling. De motor is gekoppeld aan een handgeschakelde zesversnellingsbak. In 2009 komt er voor de S3 een 7-traps S tronic automatische versnellingsbak met dubbele koppeling beschikbaar. Met deze nieuwe S tronic zal de S3 nog sneller naar de 100 km/h sprinten
De S3 is 2,5 cm verlaagd ten opzichte van de gewone A3 en voorzien van stuggere vering. Verder is de wagen voorzien van 18 inch lichtmetalen velgen met een 17 inch remsysteem met remklauwen die voorzien zijn van een S3-embleem. In het interieur zijn extra aluminium accenten toegepast voor een sportieve uitstraling en ook het S3-logo komt steeds terug. De grille is net als de andere S-modellen voorzien van verchroomde spijlen. De voorbumper heeft grotere luchtinlaten en achter bevindt zich een dakspoiler en een diffuser met een dubbele uitlaat.
De S3 accelereert in 5,7 seconden van 0 naar 100 km/h en is zoals gebruikelijk begrensd op 250 km/h. Met de nieuwe 7-traps S tronic transmissie die in 2009 beschikbaar komt, sprint de S3 in slechts 5,5 seconden naar de 100 km/h.
In 2008 werd de S3 gefacelift met nieuwe lampen en aangepaste grille.

### S3 Sportback

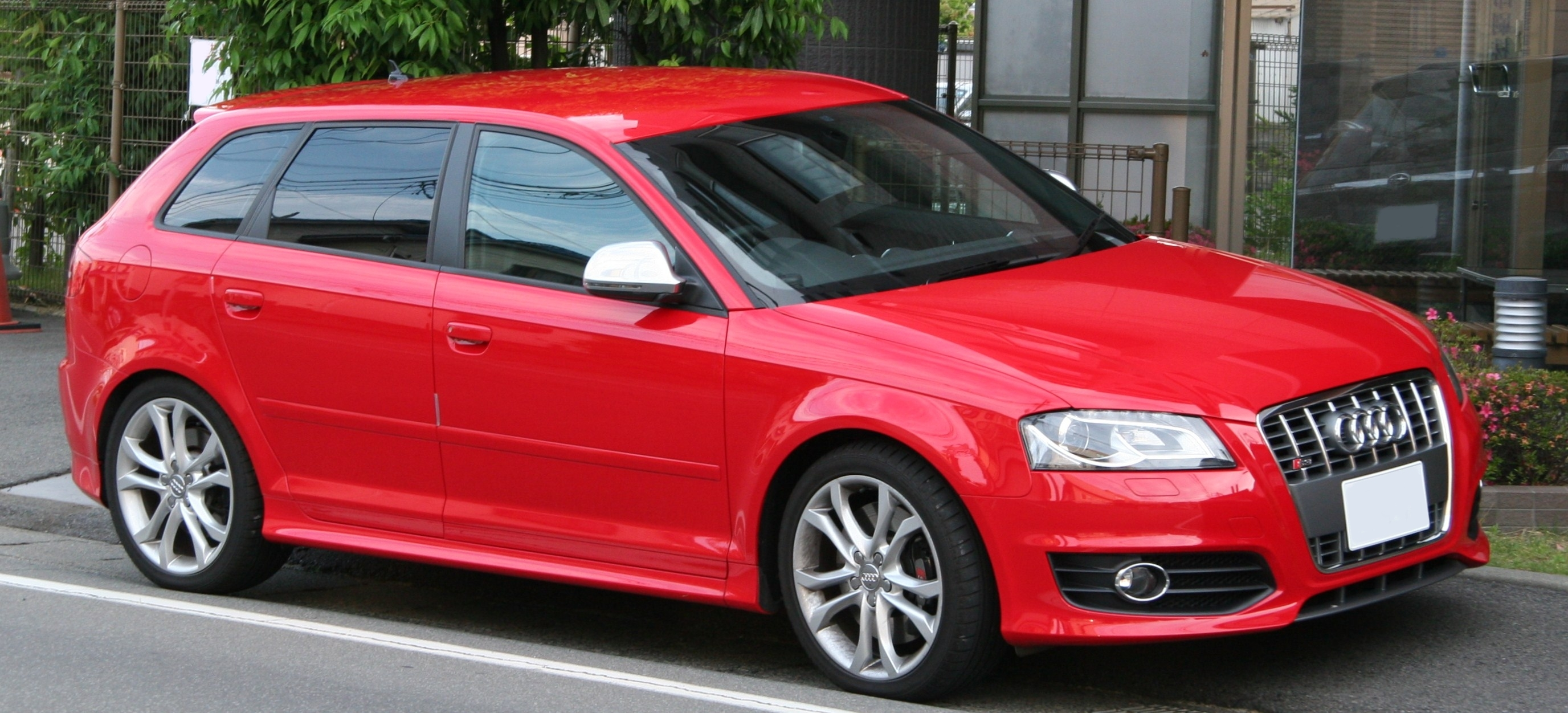
Audi S3 Sportback

Vanaf de facelift in 2008 van de A3 is de S3 ook verkrijgbaar als vijfdeurs Sportback. De acceleratie van 0 tot 100 km/h van de S3 Sportback is met 5,8 seconden slechts een tiende seconde langzamer dan die van de driedeursversie. De uiterlijke kenmerken komen overeen met die van de driedeurs S3. De uiterlijke facelift omvat nieuwe lichtunits en iets scherper gelijnde voorbumper.

## Derde generatie (8V)

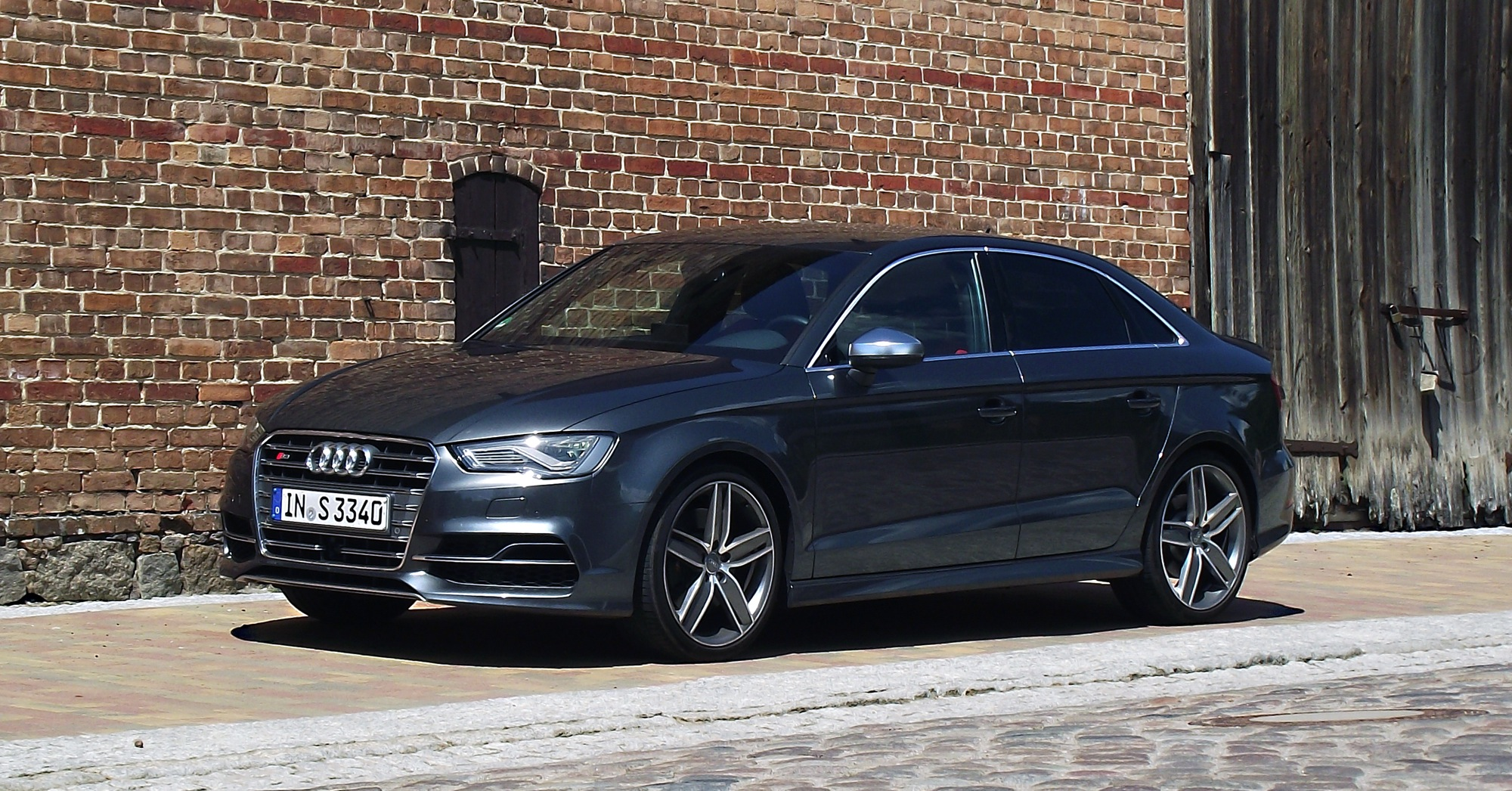
Audi S3 Limousine

De derde generatie S3 kwam in 2013 op de markt. In 2014 kwam de S3 ook voor het eerst als Cabriolet en Limousine. De 2.0 TFSI viercilinder wordt opnieuw gebruikt, maar levert nu 300 pk en 380 Nm. De S3 werd ook beduidend lichter; zo'n 80 kg. Het vermogen kan gekoppeld worden aan een handbak of S tronic automaat met dubbele koppeling. Met die laatste sprint de S3 in 4,8 seconden naar de 100 km/u terwijl daar 5,2 seconden voor nodig is met handbak. De Sportback en Limousine doen er 0,1 seconden langer over en de Cabriolet, die alleen met automaat te krijgen is, doet er 5,4 seconden over. 
De S3 is te herkennen aan de grille met verchroomde spijlen en S-logo, andere luchtinlaten, aluminium spiegelkappen en specifieke diffuser met twee dubbele uitlaten achter. Ook beschikt de S3 over een dakspoiler en staat hij standaard op 18 inch wielen. In het interieur komt er meer aluminium terug en de S3 heeft standaard sportstoelen.

### Facelift
In 2016 werd de S3, net als de A3, gefacelift. De grille werd breder en hoekiger, er kwamen nieuwe LED-koplampen en de bumpers en diffuser kregen een andere vorm. In het interieur zijn de tellers vervangen (optioneel) voor een digitaal scherm, de Audi Virtual Cockpit, bekend van de Audi TT. Hier is ook andere informatie op te halen, zoals de navigatie. De 2.0 TFSI levert nu net als de TTS 310 pk, terwijl het koppel gelijk bleef. Alle uitvoeringen met S tronic doen nu 0,3 seconden sneller over de sprint naar 100 km/u, maar met handbak zijn de tijden hetzelfde. 